# Persea borbonia
Персея прибережна (Persea borbonia) — невелике вічнозелене дерево родини лаврових (Lauraceae), що походить із південного сходу США. Вона належить до роду Persea, групи вічнозелених дерев, родичка авокадо.

## Опис
Персея прибережна може бути як невеликим деревом, так і великим кущем. Вона має вічнозелене листя довжиною від 5 до 8 сантиметрів зі списоподібною формою. Листя розташовані по черзі та при роздавлюванні видають пряний запах. Листя варіюють за кольором від яскраво-зеленого до темно-зеленого. Ці дерева здатні давати невеликі сині або чорні плоди.

## Поширення
Персея прибережна росте на прибережних околицях південного сходу США. Вона ендемічна для низовин Техасу, Арканзасу, Луїзіани, Флориди, Міссісіпі, Алабами, Джорджії, Південної Кароліни та східної Північної Кароліни. Невеликі ізольовані популяції можна знайти в прибережній Вірджинії та поблизу межі штатів Меріленд і Делавер. Вона також росте на Багамах і культивується на Гаваях. Зазвичай росте по краях боліт.
Через нашестя амброзієвого жука на півдні США дерево повільно вимирає. Жук був виявлений у 2002 році поблизу Савани, штат Джорджія, він переносить грибкове захворювання лаврового в'янення, яке є причиною загибелі рослин. Однак лісівники сходяться на думці, що цей вид, швидше за все, не зникне на південному сході США, оскільки він, здається, певною мірою омолоджується сам.

## Використання
Зараз рослина не має широкого застосування в медичних цілях, однак члени племені семінолів раніше використовували його як блювотний засіб, щоб викликати блювоту. Висушене листя можна використовувати як приправу.
Деревина тверда і міцна, її можна використовувати для будівництва човнів, шаф і внутрішньої обшивки конструкцій. Деревина не продається у великих масштабах, тому вона обмежується регіонами, де росте P. borbonia.

### Культивування
Персея прибережна культивується як декоративне дерево для садів і парків.
Персея природно росте в районах з теплим і вологим літом і відносно м'якою зимою, але на півночі ареалу вона стикається з морозами, які іноді опускаються нижче -20 °C, і навіть на півдні ареалу температура іноді опускається нижче -15 °C. З дослідів, особливо в США, виробникам вдалося з'ясувати, що рослина стійка до не менше двадцятиградусних морозів. При температурі значно нижче -20 °C надземна частина може підмерзнути, але рослина швидко відновлюється з коренів. У будь-якому випадку на сильні голі заморозки рослину краще замульчувати. Вид найчастіше зустрічається на околицях боліт, але він настільки пристосований, що в природі також росте в лісах, на узліссях полів, у затоках і, в крайньому разі, навіть у більш сухих піщаних місцях і на піщаних дюнах. Тому він добре переносить різні типи ґрунту та умови вологості. Однак у гірших умовах вони утворюють меншу крону.
Рослина належить до сімейства авокадо (Persea americana) і досліджується на можливість гібридизації з авокадо, що може забезпечити авокадо значно вищу морозостійкість. Його також досліджують як можливу підщепу для щеплення авокадо. Плоди персеї прибережної де-факто неїстівні, однак листя сушать і використовують як пряність.
В Україні можливо вирощувати в тепліших регіонах.

### Дика природа
Олені та ведмеді також їдять листя і плоди персеї, птахи, в тому числі індички, їдять гіркі плоди рослини.

## Галерея

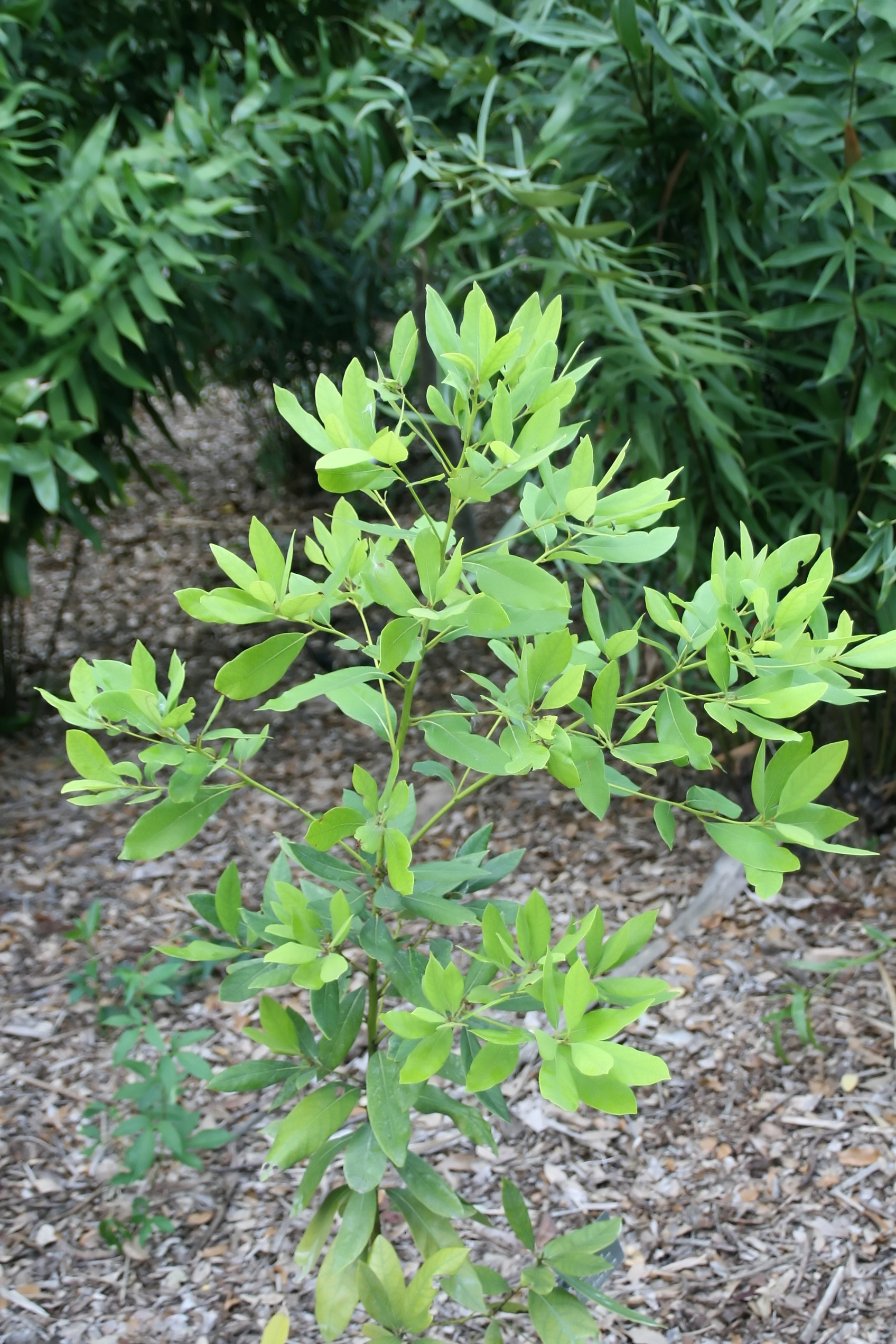
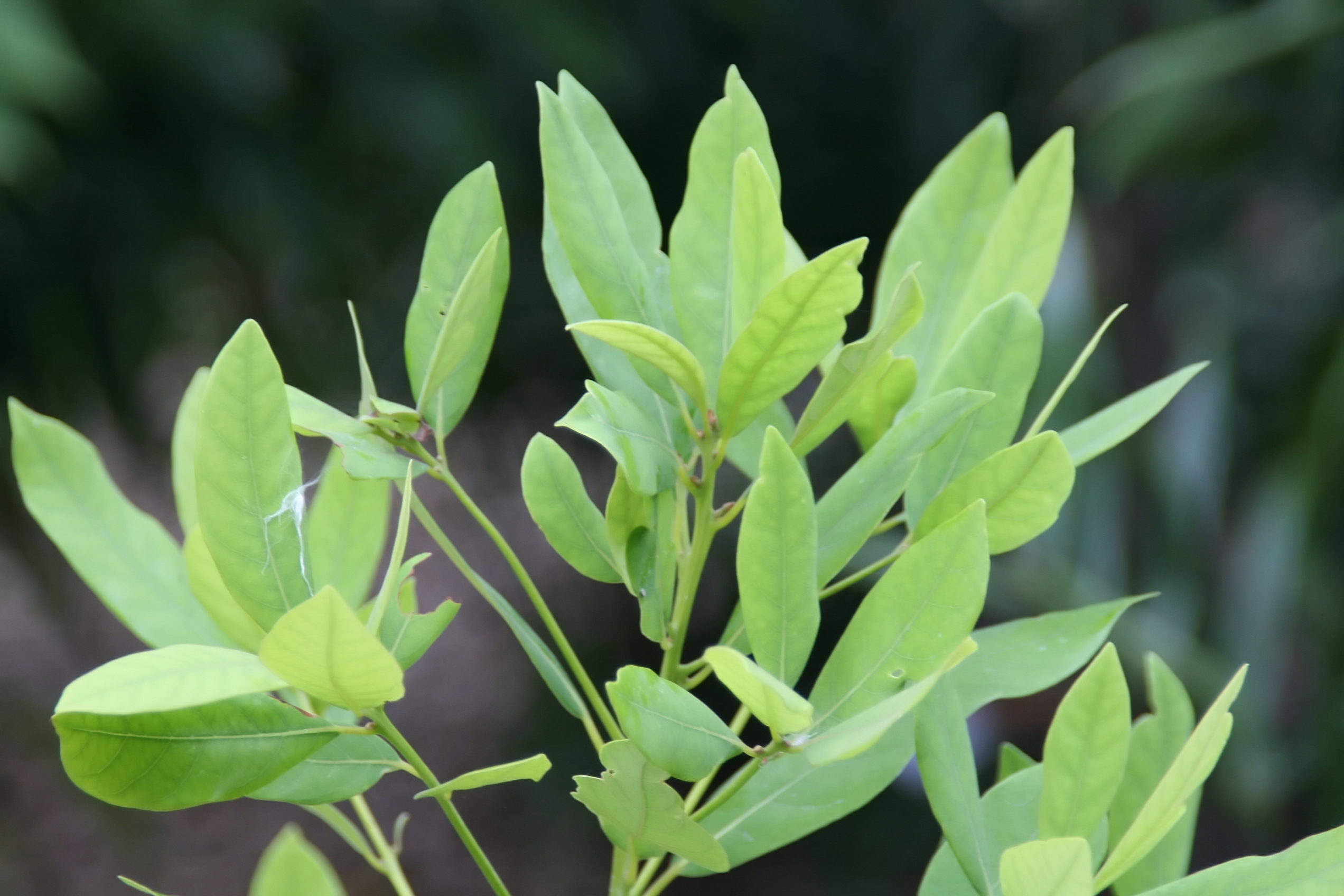
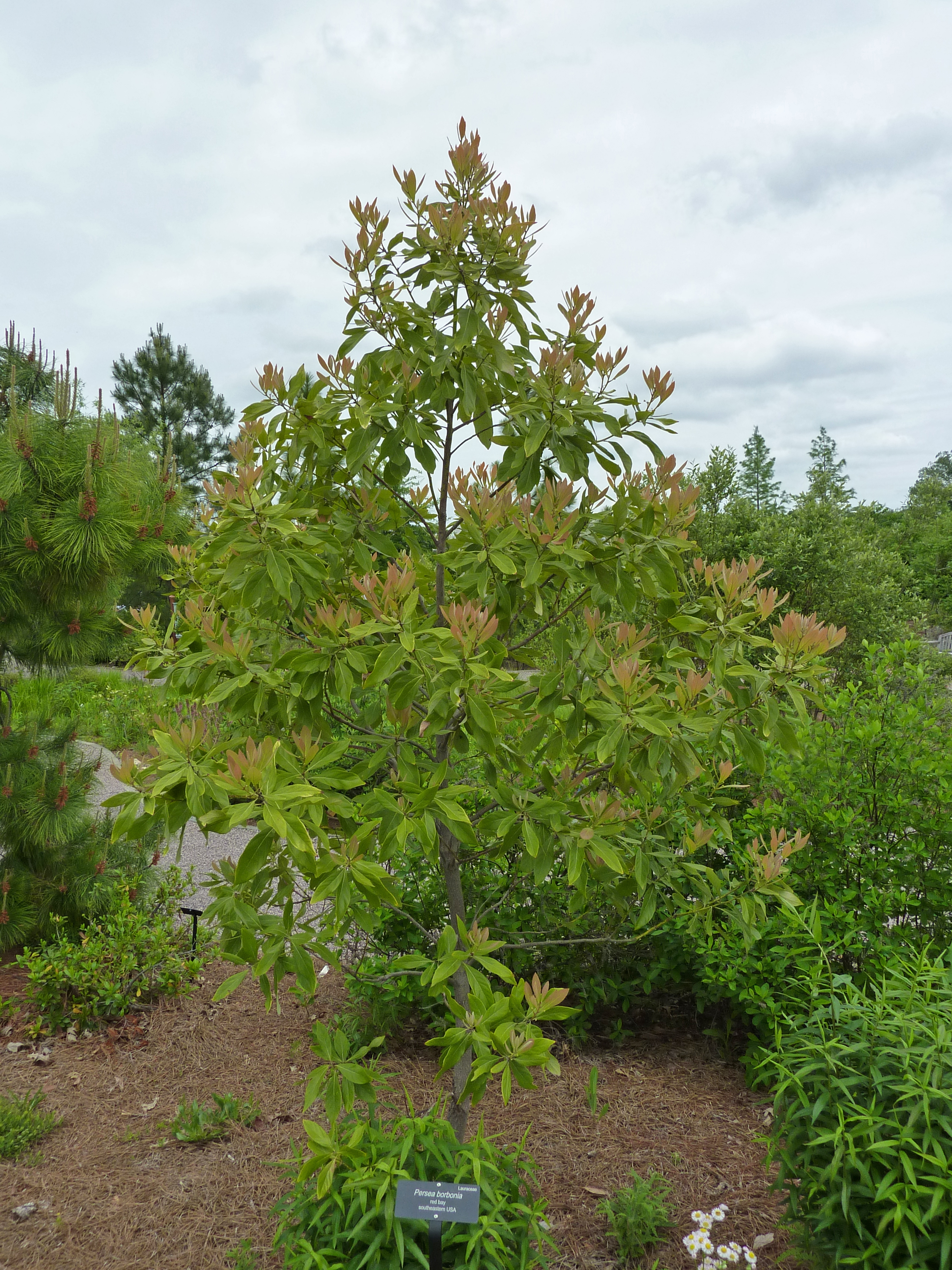
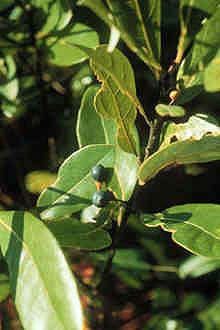
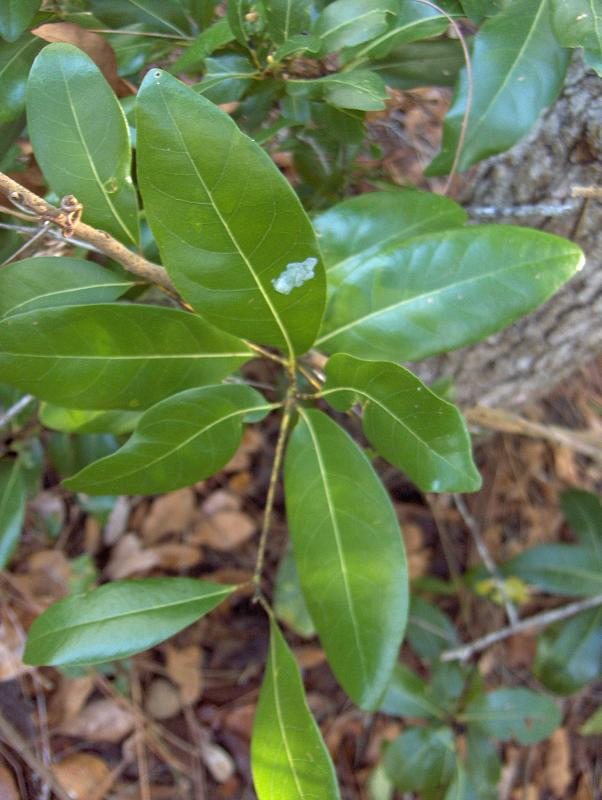
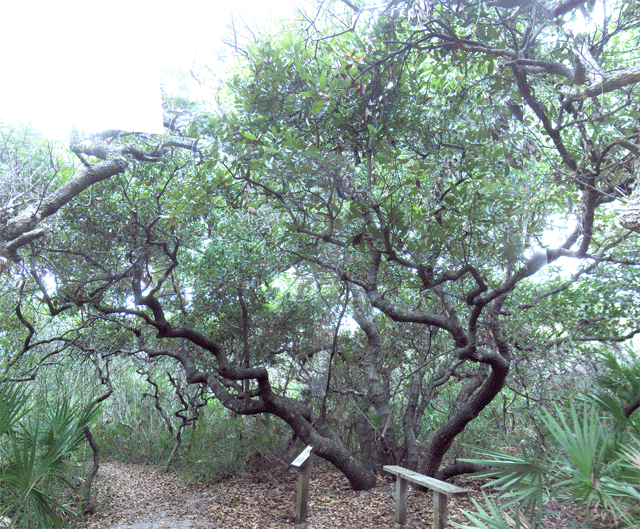
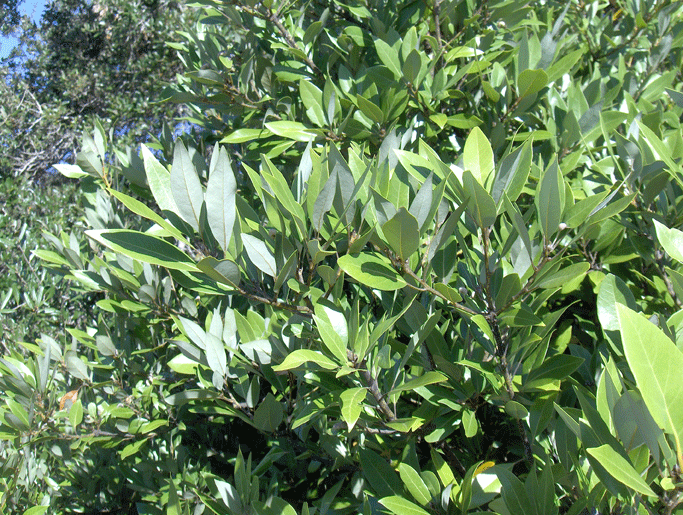